# Jugador Más Mejorado de la NBA
El Jugador más mejorado de la NBA (Most Improved Player) es un premio anual otorgado por la NBA desde la temporada 1985-86 al jugador con mayor progresión en temporada regular. El ganador recibe el Trofeo George Mikan y es seleccionado por un grupo de periodistas deportivos de Estados Unidos y Canadá, cada uno de ellos emitiendo un voto para el primer, segundo y tercer lugar. Cada voto para la primera posición vale cinco puntos, para la segunda posición vale tres puntos y para la tercera posición vale un punto. El jugador con mayor número de votos totales, independientemente del número de votos de primera posición, gana el premio.
Pocos jugadores que hayan recibido este premio han ganado, además, el campeonato de la NBA. Por ahora, únicamente: Boris Diaw, Kevin Love, Pascal Siakam y Giannis Antetokounmpo.
Son siete los jugadores no estadounidenses en recibir esta distinción: el rumano Gheorghe Mureşan (1995-96), el francés Boris Diaw (2005-06), el turco Hedo Türkoğlu (2007-08), el esloveno Goran Dragić (2013-14), el griego Giannis Antetokounmpo (2016-17), el camerunés Pascal Siakam (2018-19) y el finlandés Lauri Markkanen (2022-23).

## Ganadores

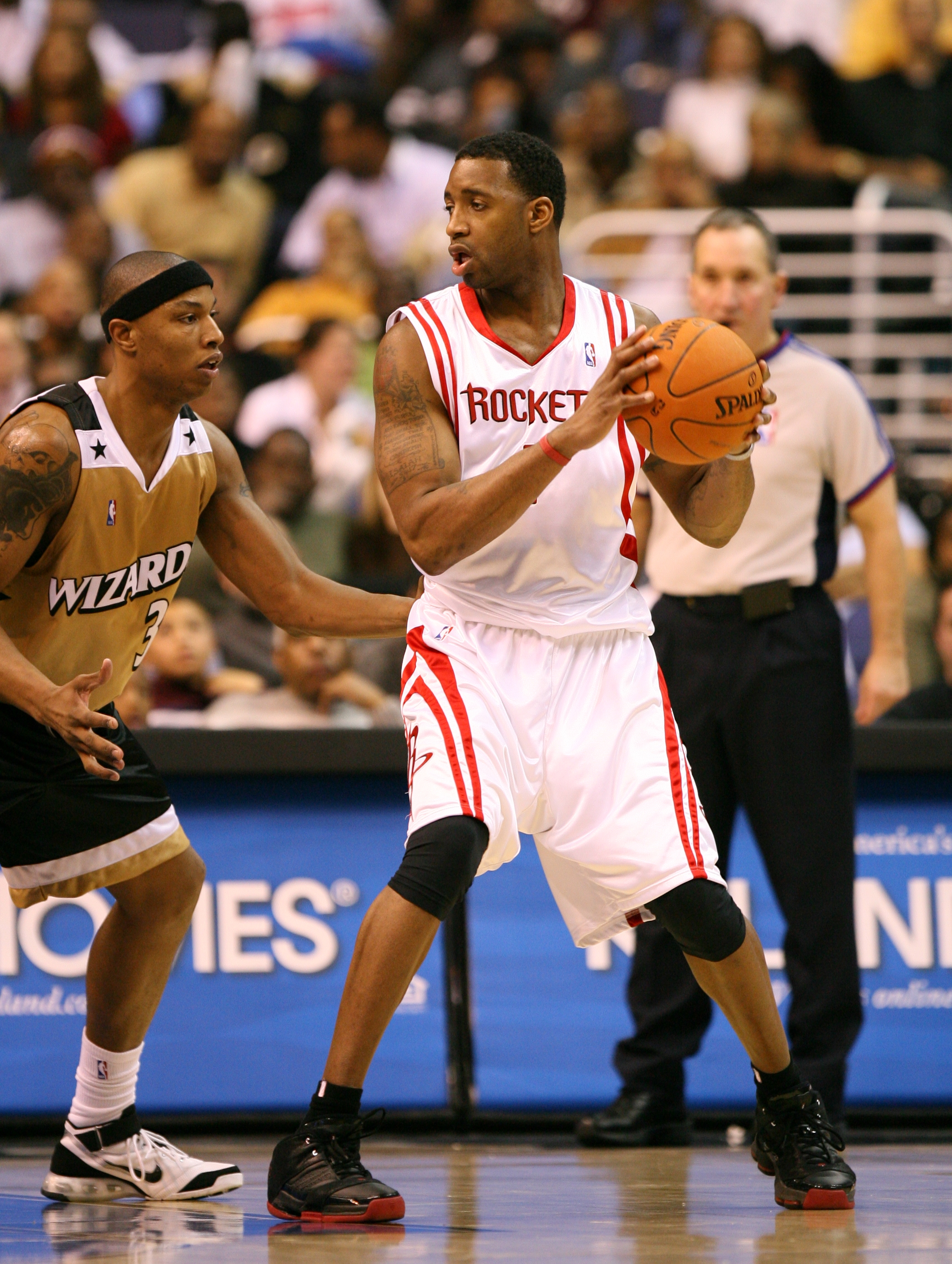
Tracy McGrady ganó el premio en la temporada 2000-01.

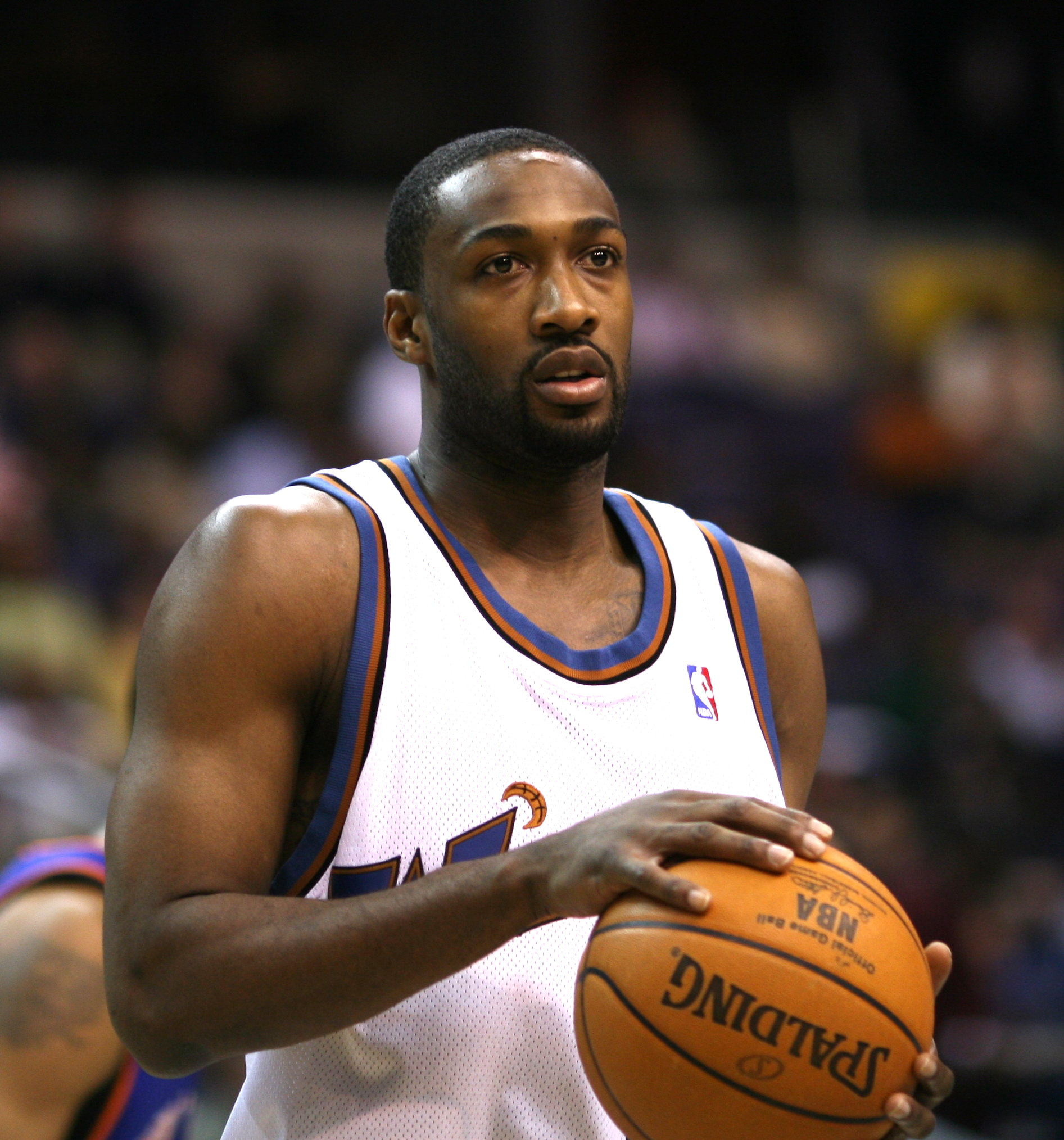
Gilbert Arenas ganó el premio en la temporada 2002-03.

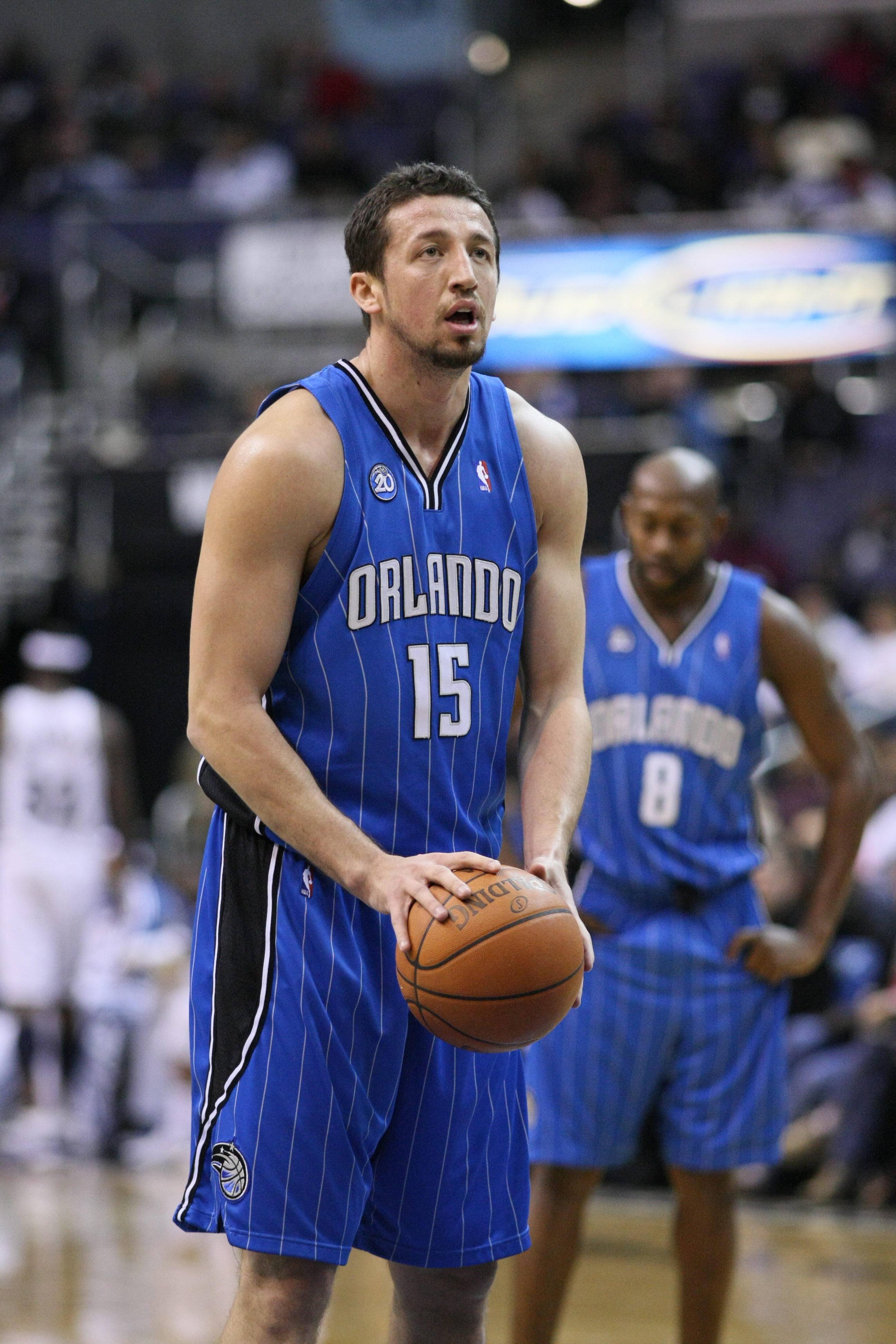
Hedo Türkoğlu ganó el premio en la temporada 2007-08.

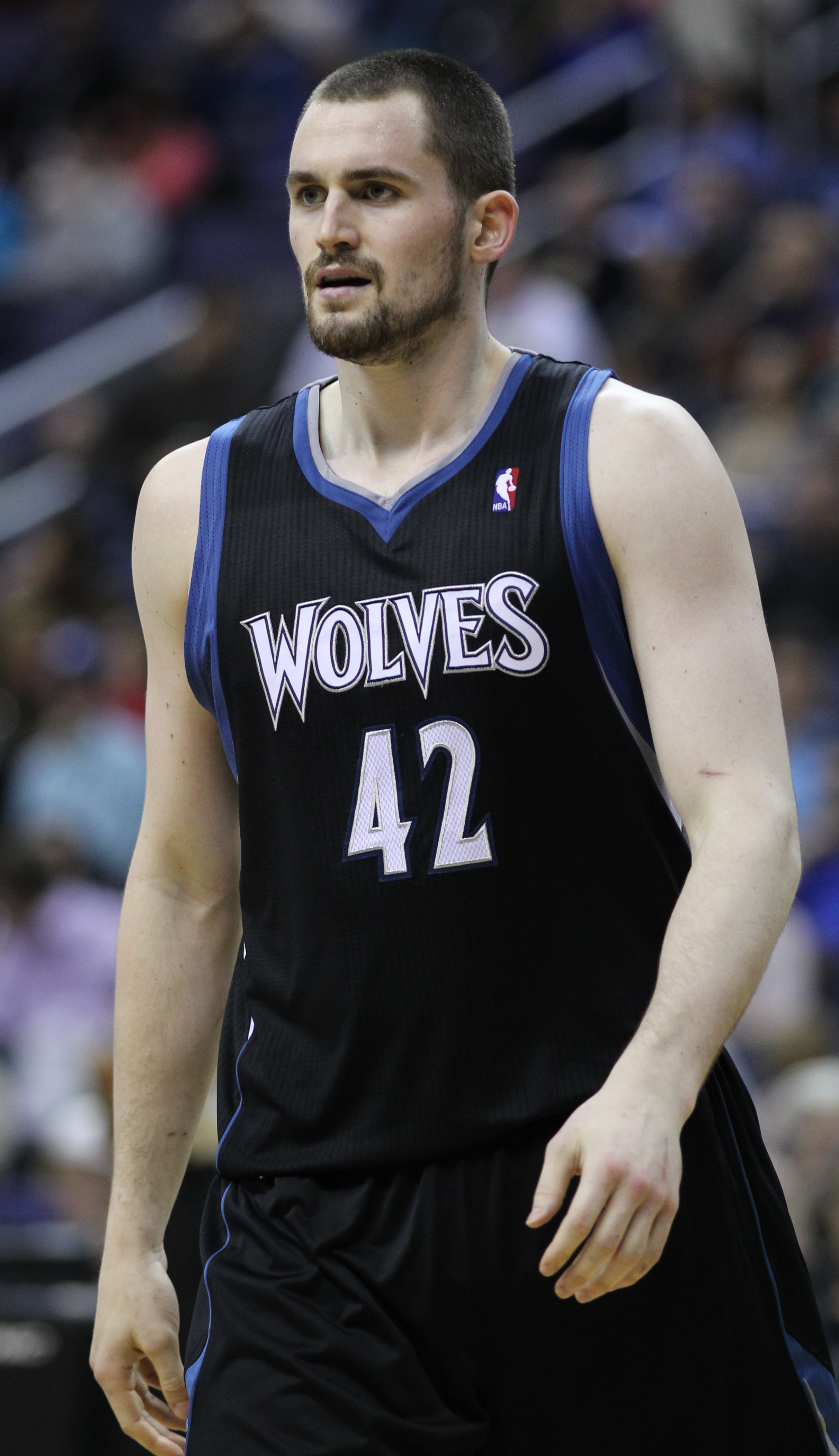
Kevin Love ganó el premio en la temporada 2010-11.

|  | Jugador activo de la NBA     |
|  | Miembro del NBA Hall of Fame |

| Temporada | Jugador               | Posición(es)    | Nacionalidad   | Equipo                     |
| --------- | --------------------- | --------------- | -------------- | -------------------------- |
| 1985-86   | Alvin Robertson       | Escolta         | Estados Unidos | San Antonio Spurs          |
| 1986-87   | Dale Ellis            | Escolta/Alero   | Estados Unidos | Seattle SuperSonics        |
| 1987-88   | Kevin Duckworth       | Pívot           | Estados Unidos | Portland Trail Blazers (1) |
| 1988-89   | Kevin Johnson         | Base            | Estados Unidos | Phoenix Suns (1)           |
| 1989-90   | Rony Seikaly          | Pívot           | Estados Unidos | Miami Heat (1)             |
| 1990-91   | Scott Skiles          | Base            | Estados Unidos | Orlando Magic (1)          |
| 1991-92   | Pervis Ellison        | Pívot/Ala-pívot | Estados Unidos | Washington Bullets (1)     |
| 1992-93   | Chris Jackson         | Base            | Estados Unidos | Denver Nuggets             |
| 1993-94   | Don MacLean           | Ala-pívot       | Estados Unidos | Washington Bullets (2)     |
| 1994-95   | Dana Barros           | Base            | Estados Unidos | Philadelphia 76ers (1)     |
| 1995-96   | Gheorghe Mureşan      | Pívot           | Rumania        | Washington Bullets (3)     |
| 1996-97   | Isaac Austin          | Pívot           | Estados Unidos | Miami Heat (2)             |
| 1997-98   | Alan Henderson        | Ala-pívot       | Estados Unidos | Atlanta Hawks (1)          |
| 1998-99   | Darrell Armstrong     | Base            | Estados Unidos | Orlando Magic (2)          |
| 1999-00   | Jalen Rose            | Escolta/Alero   | Estados Unidos | Indiana Pacers (1)         |
| 2000-01   | Tracy McGrady         | Escolta/Alero   | Estados Unidos | Orlando Magic (3)          |
| 2001-02   | Jermaine O'Neal       | Ala-pívot/Pívot | Estados Unidos | Indiana Pacers (2)         |
| 2002-03   | Gilbert Arenas        | Base            | Estados Unidos | Golden State Warriors (1)  |
| 2003-04   | Zach Randolph         | Ala-pívot       | Estados Unidos | Portland Trail Blazers (2) |
| 2004-05   | Bobby Simmons         | Alero           | Estados Unidos | Los Angeles Clippers       |
| 2005-06   | Boris Diaw            | Ala-pívot       | Francia        | Phoenix Suns (2)           |
| 2006-07   | Monta Ellis           | Escolta         | Estados Unidos | Golden State Warriors (2)  |
| 2007-08   | Hedo Türkoğlu         | Alero           | Turquía        | Orlando Magic (4)          |
| 2008-09   | Danny Granger         | Alero           | Estados Unidos | Indiana Pacers (3)         |
| 2009-10   | Aaron Brooks          | Base            | Estados Unidos | Houston Rockets            |
| 2010-11   | Kevin Love            | Ala-pívot       | Estados Unidos | Minnesota Timberwolves     |
| 2011-12   | Ryan Anderson         | Ala-pívot       | Estados Unidos | Orlando Magic (5)          |
| 2012-13   | Paul George           | Alero/Escolta   | Estados Unidos | Indiana Pacers (4)         |
| 2013-14   | Goran Dragić          | Base            | Eslovenia      | Phoenix Suns (3)           |
| 2014-15   | Jimmy Butler          | Escolta         | Estados Unidos | Chicago Bulls              |
| 2015-16   | C. J. McCollum        | Base/Escolta    | Estados Unidos | Portland Trail Blazers (3) |
| 2016-17   | Giannis Antetokounmpo | Base/Escolta    | Grecia         | Milwaukee Bucks            |
| 2017-18   | Victor Oladipo        | Escolta         | Estados Unidos | Indiana Pacers (5)         |
| 2018-19   | Pascal Siakam         | Alero           | Camerún        | Toronto Raptors            |
| 2019-20   | Brandon Ingram        | Alero           | Estados Unidos | New Orleans Pelicans       |
| 2020-21   | Julius Randle         | Alero           | Estados Unidos | New York Knicks            |
| 2021-22   | Ja Morant             | Base            | Estados Unidos | Memphis Grizzlies          |
| 2022-23   | Lauri Markkanen       | Ala-Pívot       | Finlandia      | Utah Jazz                  |
| 2023-24   | Tyrese Maxey          | Base            | Estados Unidos | Philadelphia 76ers (2)     |
| 2024-25   | Dyson Daniels         | Escolta         | Estados Unidos | Atlanta Hawks (2)          |